# Port lotniczy Mohylew
Port lotniczy Mohylew – port lotniczy położony w pobliżu Mohylewa, w obwodzie mohylewskim. Jest jednym z największych portów lotniczych na Białorusi.

## Położenie
Port lotniczy Mohylew położony jest na gruntach Łubniszczy i przy Nikiciniczach.

## Historia
Do 1954 w Mohylewie znajdowało się lotnisko wojskowe. Pasy startowe były wówczas nieutwardzone. W kolejnych latach lotnisko było wykorzystywane przez samoloty cywilne (m.in. wykorzystywane do oprysków chemicznych w rolnictwie). Ruch pasażersko-towarowy rozpoczął się w 1961.
Rozrost miasta wymusił przeniesienie lotniska. W 1971 wybrano pola obok wsi Łubniszcza, które już podczas II wojny światowej były epizodycznie wykorzystywane do lądowań samolotów wojskowych. W latach 70. XX w. zbudowano infrastrukturę nowego lotniska. Pierwszy samolot wylądował na nim w czerwcu 1972. Mohylew miał wówczas rozbudowaną siatkę połączeń do wielu miast Związku Sowieckiego. Najpopularniejszymi kierunkami były Moskwa, Symferopol, Soczi i Kujbyszew. Lotów międzynarodowych z Mohylewa wówczas nie wykonywano. Jednocześnie z lotniska startowały samoloty rolnicze.
Wraz z upadkiem Związku Sowieckiego nastąpił znaczny spadek liczby lotów pasażerskich z Mohylewa oraz zakończył się popyt na lotnicze prace w rolnictwie. Od lat 90. XX w. port lotniczy obsługuje sporadyczne loty czarterowe. 26 czerwca 1998 lotnisko otrzymało status międzynarodowego portu lotniczego.

## Linie lotnicze i połączenia
| Linia lotnicza | Kierunek                     |
| -------------- | ---------------------------- |
| Belavia        | Sezonowe czartery: 1. Burgas |